# 중력 사면 이동
중력 사면 이동 또는 매스 웨이스팅(mass wasting), 매스 무브먼트(mass movement)는 중력에 의해 경사면 아래로 암석이나 토양이 이동하는 것을 일컫는 일반적인 용어이다. 이는 중력 사면 이동에 의해 운반된 잔해가 물, 바람 또는 얼음과 같은 움직이는 매체에 동반되지 않는다는 점에서 다른 침식 과정과 다르다. 중력 사면 이동의 유형에는 크리프, 용해, 낙석, 토석 흐름 및 산사태가 포함되며, 각각 고유한 특징을 가지며 몇 초에서 수백 년에 걸쳐 발생한다. 중력 사면 이동은 육지와 해저 경사면 모두에서 발생하며 지구, 화성, 금성, 목성의 위성 이오 및 태양계의 다른 많은 천체에서 관찰되었다.
침하는 때때로 중력 사면 이동의 한 형태로 간주된다. 그러면 수평 이동이 거의 없는 침하에 의한 중력 사면 이동과 경사 이동에 의한 중력 사면 이동이 구분된다.
산사태와 같은 급속한 중력 사면 이동 사건은 치명적이고 파괴적일 수 있다. 토양 크리프와 같은 보다 점진적인 중력 사면 이동은 크리프가 도로와 구조물을 변형시키고 파이프라인을 파손시킬 수 있으므로 토목공학에 문제를 제기한다. 완화 방법에는 경사면 안정화, 벽 건설, 집수 댐 또는 낙석이나 토석류를 억제하기 위한 기타 구조물, 조림 또는 오염원 지역의 배수 개선이 포함된다.